# 鲁 (杜省)
鲁是法国杜省的一个市镇，位于该省西部，属于贝桑松区。该市镇总面积4.19平方公里，2009年时的人口为76人。

## 人口
鲁人口变化图示